# Bilar (Bohol)
Bilar (Bayan ng Bilar) är en kommun i Filippinerna. Kommunen tillhör provinsen Bohol och ligger på ön med samma namn. Folkmängden uppgår till 16 628 invånare.

## Bildgalleri

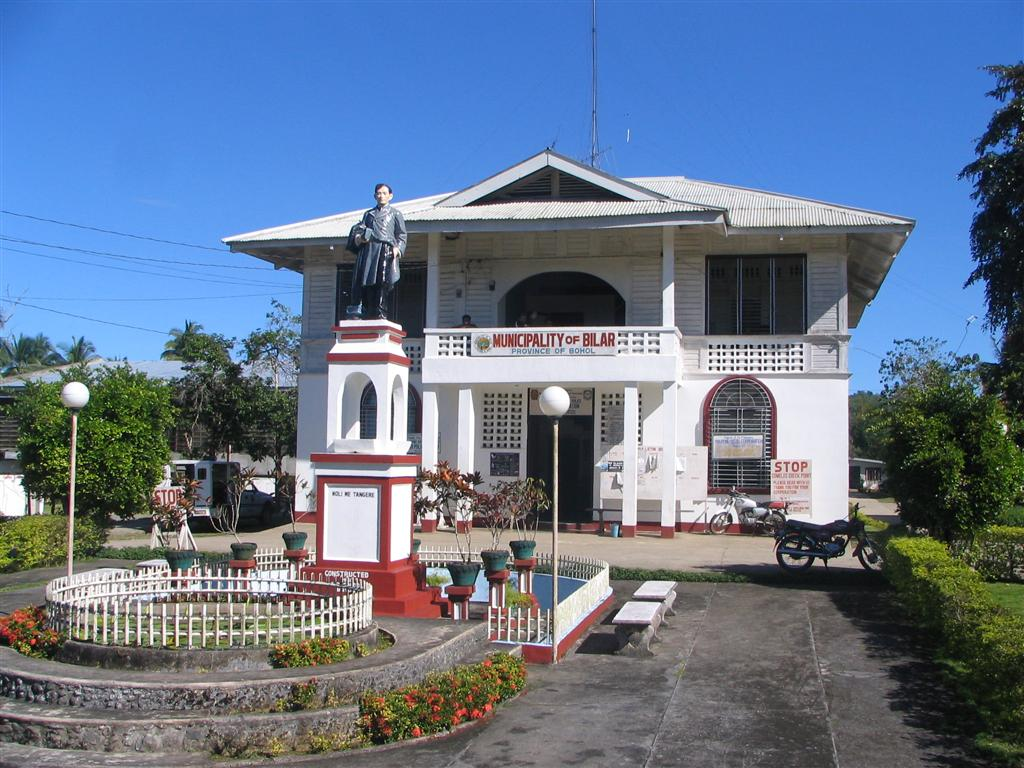
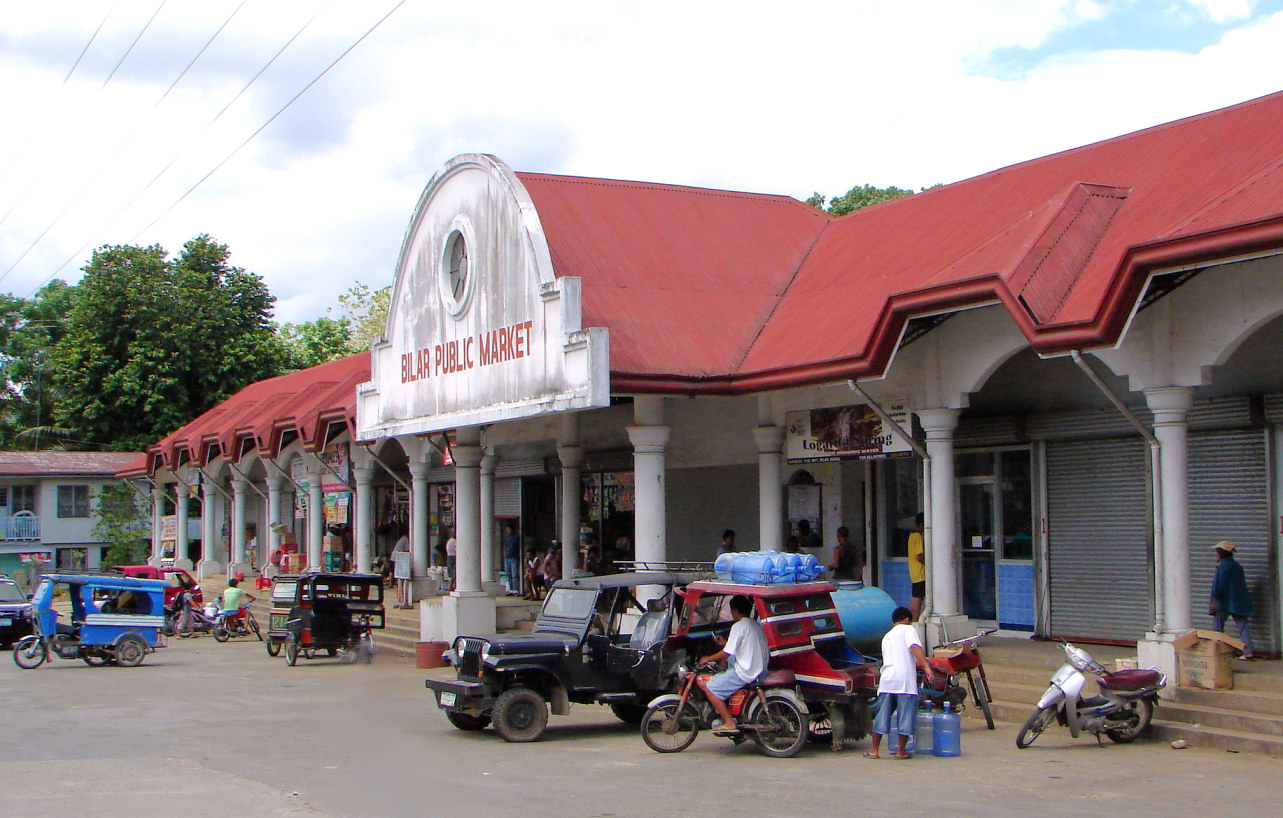
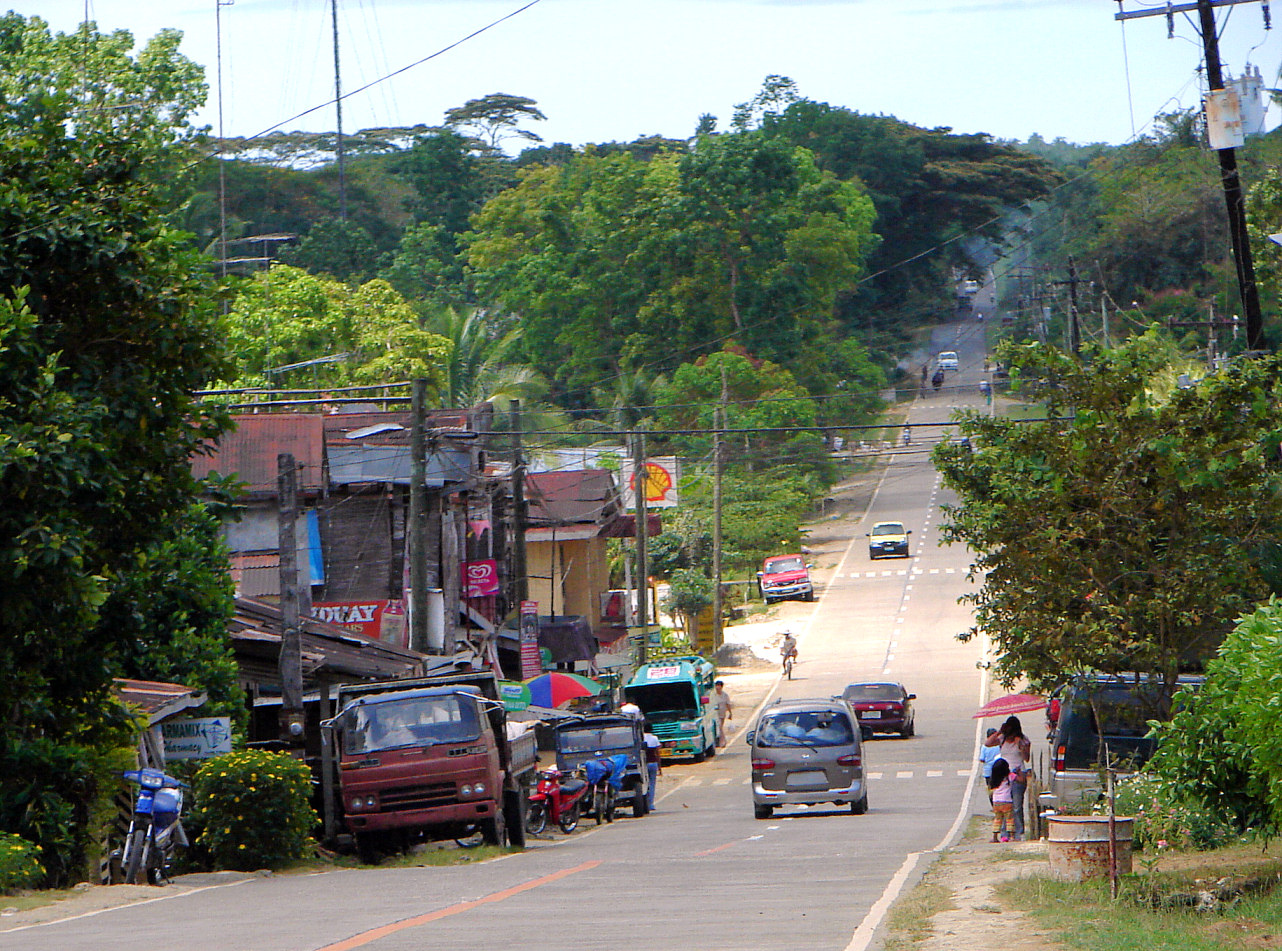
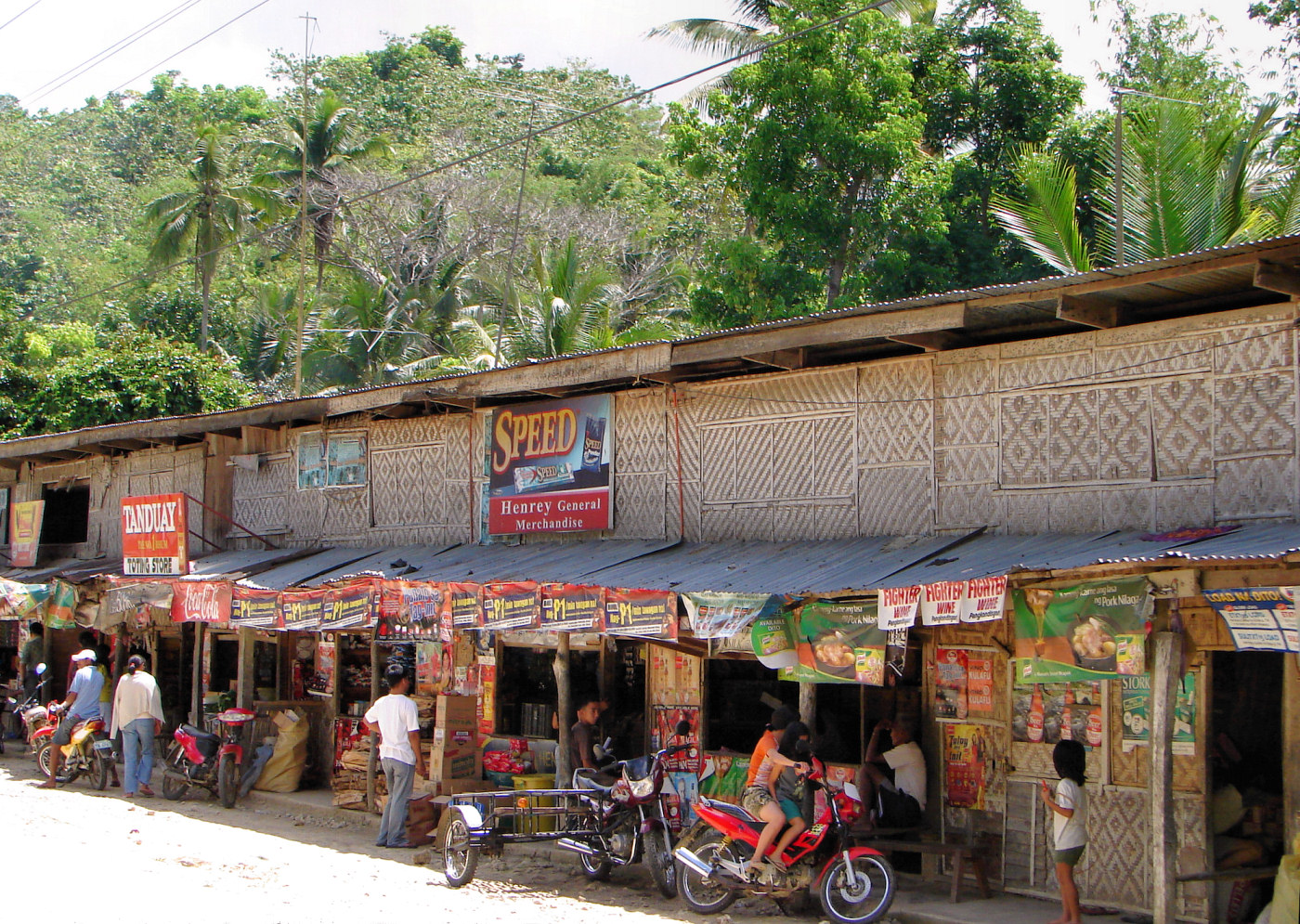
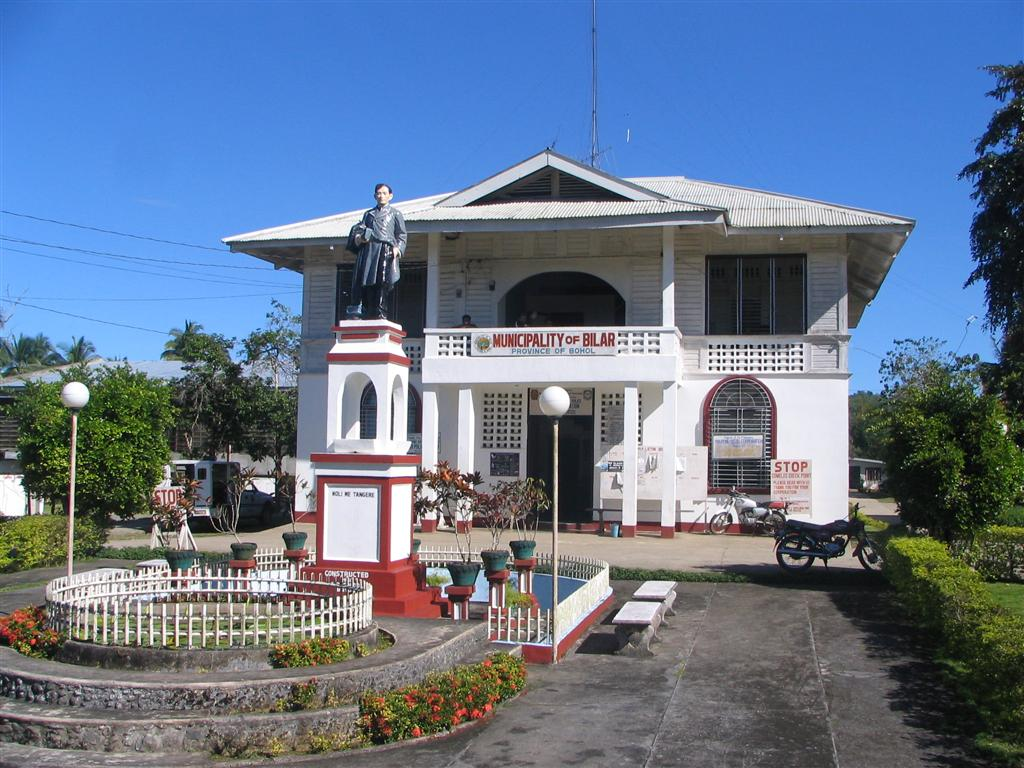
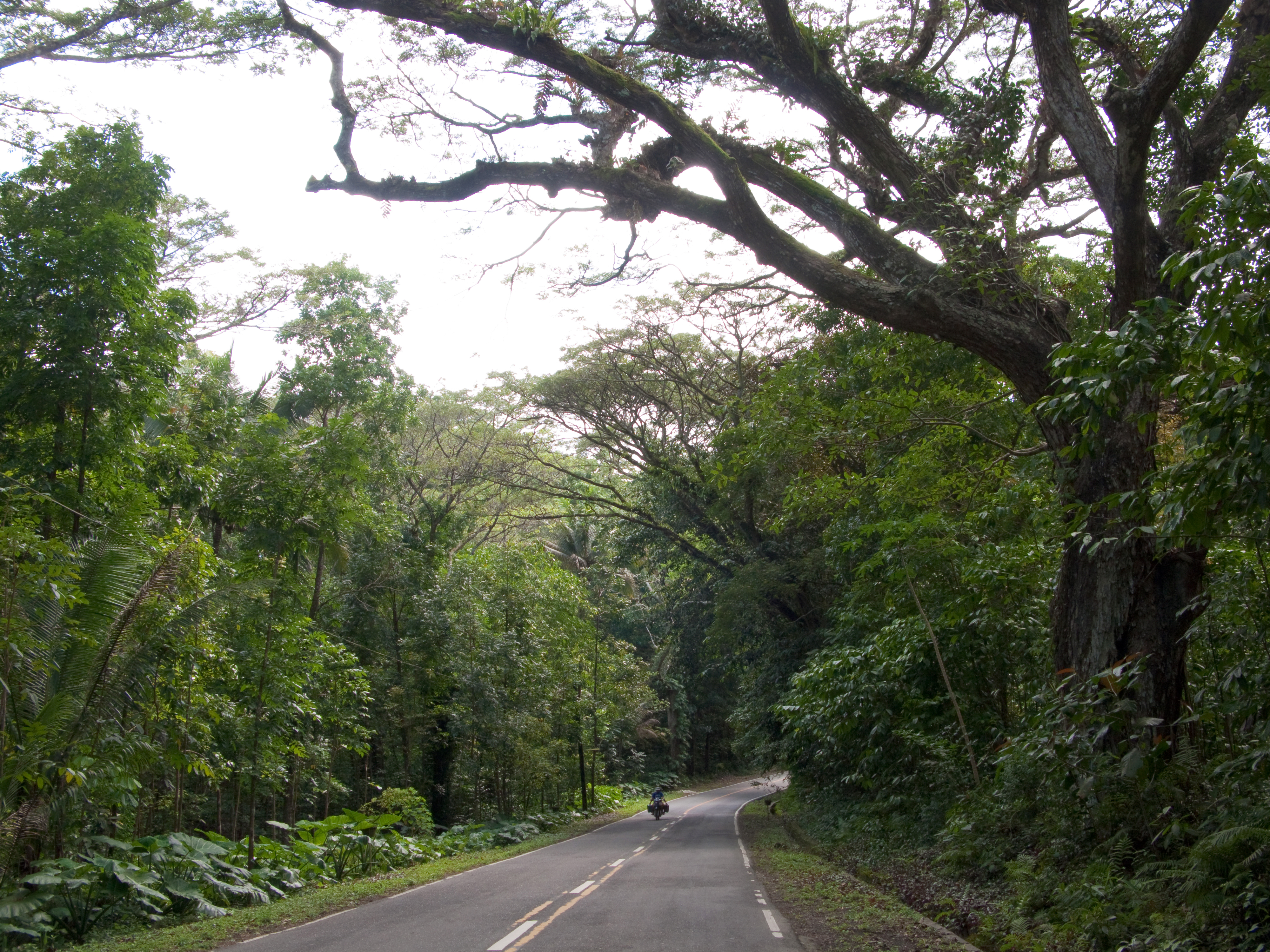
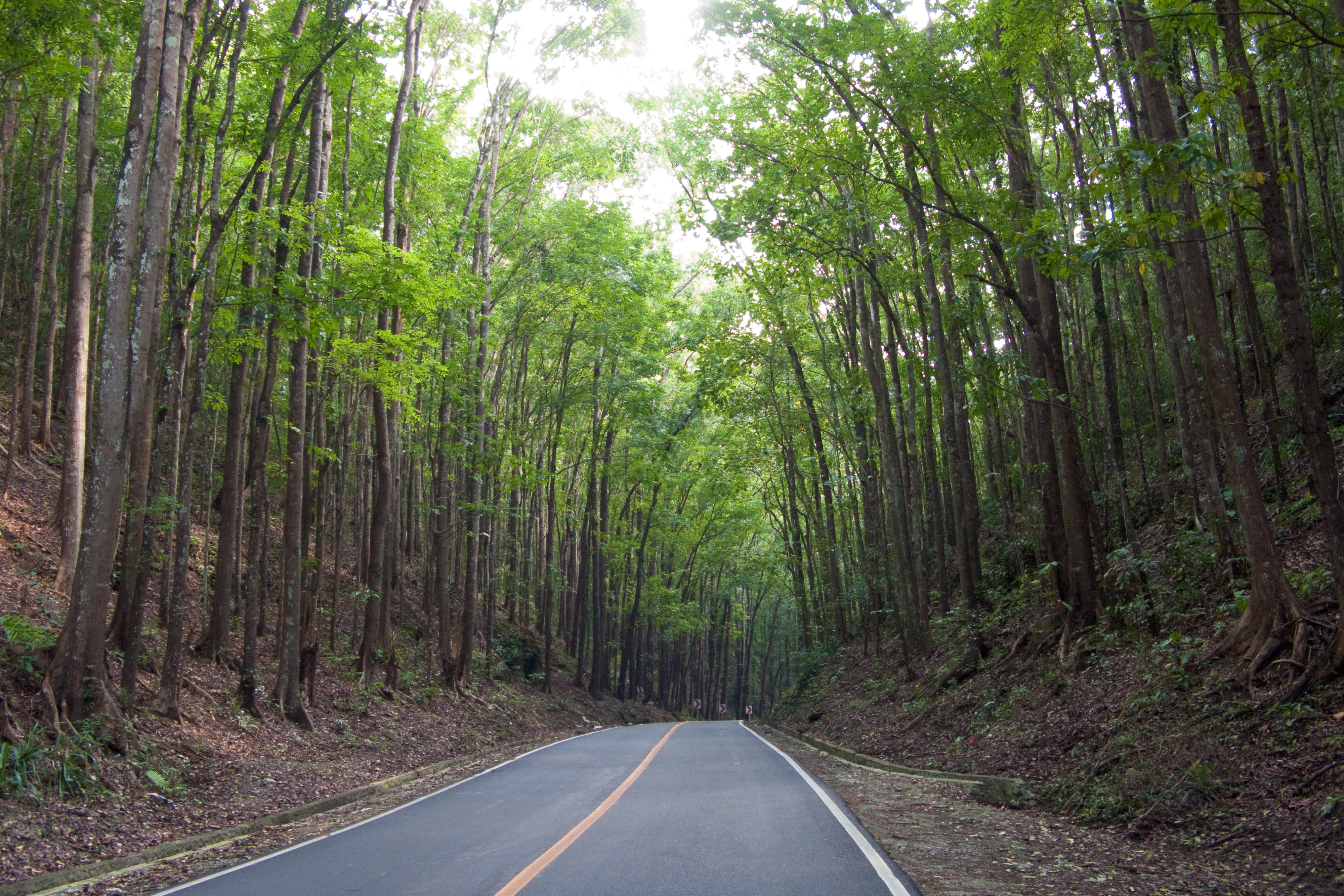

## Barangayer
Bilar är indelat i 19 barangayer.
| - Bonifacio - Bugang Norte - Bugang Sur - Cabacnitan (Magsaysay) - Cambigsi - Campagao - Cansumbol - Dagohoy - Owac - Poblacion | - Quezon - Riverside - Rizal - Roxas - Subayon - Villa Aurora - Villa Suerte - Yanaya - Zamora |